# George Varoff
George Dimitri Varoff (* 25. März 1914; † 25. Januar 2002) war ein US-amerikanischer Stabhochspringer, der vor dem Zweiten Weltkrieg in Erscheinung trat.
Am 4. Juli 1936 brach er mit 4,43 m er in Princeton den Weltrekord seines Landsmannes Keith Brown (4,39 m, erzielt am 1. Juni 1935 in Boston). Dieses Rekordes konnte er sich allerdings nur ein knappes Jahr lang erfreuen, denn bereits am 29. Mai 1937 in Los Angeles schraubte Bill Sefton den Weltrekord auf 4,54 m. Sowohl Varoff als auch seine Konkurrenten benutzten den damals üblichen Bambusstab.
Varoffs Pech war, dass die Veranstaltung in Princeton nicht zu den Ausscheidungs-Wettkämpfen für die Olympischen Spiele 1936 in Berlin zählte. So war er seinen Weltrekord eine Woche zu früh gesprungen, denn am darauffolgenden Wochenende bei den Endausscheidungen im neu eröffneten Stadion in Randalls Island/New York verpasste er die Qualifikation und konnte daher in Berlin nicht an den Start gehen. Dies war für Varoff im Nachhinein umso ärgerlicher, als dort übersprungene 4,25 m für eine Medaille gereicht hätten. Eine weitere Chance sollte für ihn nicht mehr kommen, da die Spiele der Jahre 1940 und 1944 wegen der Kriegsereignisse ausfallen mussten.
Den Zweiten Weltkrieg erlebte Varoff als Angehöriger der American Air Force. Seine B-29 wurde bei einem Einsatz in China von den japanischen Besatzern abgeschossen. Er überlebte und geriet in Gefangenschaft. Während dieser Zeit galt er offiziell als verschollen. 1945 kehrte er zurück nach San Francisco, wo er aufgewachsen war. Sein Tod im Alter von 87 Jahren wurde in der russischen Presse bekannt gegeben.

## Leistungen
- 1933: 13' 3 3/4" = 4,05 m (1) 29. 04  in San Francisco  (26. der Weltbestenliste)
- 1934: 13' 0" = 3,96,2 m
- 1935: 12’ 6" = 3,80,9 m
- 1936: 14' 6 1/2" = 4,43,1 m (1) am 04.07 in Princeton (Weltrekord)
- 1937: 4,39 m am 13. Februar 1937 in Boston (Hallenweltrekord) und 14' 7 5/8" = 4,46,1 m (4) am 03.07 in Milwaukee (4. der WBL)
- 1938: 14' 4 1/2" = 4,38 m (1) am 11.09 in Milano / Italien (4. der WBL)
- 1939: 14' 4" = 4,36,8 m (1=) am 22.04 in Eugene (5. der WBL)

1936 und 1939 gewann er mit den genannten Leistungen jeweils die US-Meisterschaft.